# Mistrovství Československa jednotlivců na klasické ploché dráze 1949
Mistrovství Československa jednotlivců na klasické ploché dráze 1949 se skládalo z 5 závodů – Plzeň (22. května), Brno (12. června), Pardubice (19. června), Ostrava (11. září) a Bratislava (18. září).

## Závod
- Z1 = Plzeň – 22. 5. 1949
- Z2 = Brno – 12. 6. 1949
- Z3 = Pardubice – 19. 6. 1949
- Z4 = Ostrava 11. 9. 1949
- Z5 = Bratislava 18. 9. 1949

## Výsledky

### Celkové výsledky
| Pořadí | Jméno           | Klub      | Body | Body celkem |
| ------ | --------------- | --------- | ---- | ----------- |
| 1.     | Hugo Rosák      | Pardubice |      | 50          |
| 2.     | Rudolf Havelka  | Pardubice |      | 40          |
| 3.     | Jan Lucák       |           |      | 37          |
| 4.     | Miloslav Špinka | Pardubice |      | 36          |
| 5.     | Karel Kadlec    |           |      | 36          |
| 6.     | František Fiala |           |      | 31          |

### 1. závod Plzeň - 22. května 1949
| Pořadí | Jméno            | Klub      | Body | Body celkem |
| ------ | ---------------- | --------- | ---- | ----------- |
| 1.     | Hugo Rosák       | Pardubice |      | 10          |
| 2.     | Rudolf Havelka   | Pardubice |      | 9           |
| 3.     | Miloslav Špinka  | Pardubice |      | 8           |
| 4.     | Jan Lucák        |           |      | 7           |
| 5.     | Václav Stanislav |           |      | 6           |

### 2. závod Brno - 12. června 1949
| Pořadí | Jméno             | Klub      | Body | Body celkem |
| ------ | ----------------- | --------- | ---- | ----------- |
| 1.     | Hugo Rosák        | Pardubice |      | 10          |
| 2.     | Karel Kadlec      |           |      | 9           |
| 3.     | Rudolf Havelka    | Pardubice |      | 8           |
| 4.     | Jan Lucák         |           |      | 7           |
| 5.     | František Šeberka |           |      | 6           |
| 6.     | Ferdinand Zeman   |           |      | 5           |
| 7.     | Jiří Seiner       |           |      | 4           |
| 8.     | Ferdinand Jánský  |           |      | 3           |
| 9.     | František Fiala   |           |      | 2           |
| 10.    | Antonín Švarc     |           |      | 1           |

### 3. závod Pardubice - 19. června 1949
| Pořadí | Jméno      | Klub      | Body | Body celkem |
| ------ | ---------- | --------- | ---- | ----------- |
| 1.     | Hugo Rosák | Pardubice |      | 10          |

### 4. závod Ostrava - 11. září 1949
| Pořadí | Jméno             | Klub      | Body | Body celkem |
| ------ | ----------------- | --------- | ---- | ----------- |
| 1.     | Hugo Rosák        | Pardubice |      | 10          |
| 2.     | Jan Lucák         |           |      | 9           |
| 3.     | Rudolf Havelka    | Pardubice |      | 8           |
| 4.     | Miloslav Špinka   | Pardubice |      | 7           |
| 5.     | František Šeberka |           |      | 6           |
| 5.     | Josef Tůma        |           |      | 5           |
| 7.     | František Fiala   |           |      | 4           |
| 8.     | Jan Vaněk         |           |      | 3           |
| 9.     | Antonín Švarc     |           |      | 2           |
| 10.    | Karel Kadlec      |           |      | 1           |

### 5. závod Bratislava - 18. září 1949
| Pořadí | Jméno           | Klub      | Body | Body celkem |
| ------ | --------------- | --------- | ---- | ----------- |
| 1.     | Hugo Rosák      | Pardubice |      | 10          |
| 2.     | Miloslav Špinka | Pardubice |      | 9           |
| 3.     | Jan Lucák       |           |      | 8           |

Body za umístění
1. místo – 10 bodů
2. místo – 9 bodů
3. místo – 8 bodů
4. místo – 7 bodů
5. místo – 6 bodů
6. místo – 5 bodů
7. místo – 4 body
8. místo – 3 body
9. místo – 2 body
10. místo – 1 bod